# Điền Hoa
Điền Hoa (tiếng Trung: 田華, sinh ngày 3 tháng 8 năm 1928) là một nữ diễn viên điện ảnh Trung Hoa.

## Tiểu sử
Điền Hoa có nguyên danh là Lưu Thiên Hoa (劉天花), sinh ngày 3 tháng 8 năm 1928 tại huyện Đường, tỉnh Hà Bắc. Cha mẹ của bà vốn là nông dân nghèo nên đã đặt tên con gái mình là Thiên Hoa hằng mong bệnh đậu mùa sẽ biết mà tránh xa.
Năm 1940, Lưu Thiên Hoa gia nhập đội kịch thiếu niên của Tấn Sát Ký biên khu và bắt đầu dùng nghệ danh Điền Hoa.
Năm 1949, sau khi nước Cộng hòa Nhân dân Trung Hoa thành lập, Điền Hoa trở thành một trong những diễn viên thế hệ tiên phong của Xưởng phim Bát Nhất.
Vào năm 1950, bà được giao vai chính trong bộ phim Bạch mao nữ, xuất phẩm điện ảnh này gây tiếng vang lớn, không chỉ khiến cái tên Điền Hoa được chú ý mà còn giúp bà giành được nhiều giải thưởng lớn ở cả hải nội và hải ngoại.
Từ 1957 trở đi, Điền Hoa liên tục xuất hiện trong các xuất phẩm của Xưởng phim Bát Nhất và luôn được chỉ định sắm vai những nữ quân nhân - một hình tượng nghệ thuật phổ biến đương thời.
Sau thời gian bị gián đoạn bởi cuộc Cách mạng Văn hóa, Điền Hoa trở lại nghề diễn xuất.
Năm 1981, bà đoạt Giải Kim Kê cho nữ diễn viên xuất sắc nhất nhờ phim Pháp đình nội ngoại.
Vào năm 2005, Điền Hoa là một trong những diễn viên được trao kỷ niệm chương nhân dịp 100 năm Điện ảnh Trung Quốc.

## Phim
| - 1950 ：Bạch mao nữ (白毛女) - 1958 ：Hoa hiếu nguyệt viên (花好月圓) - 1958 ：Đảng đích nữ nhi (黨的女兒) - 1959 ：Giang sơn đa kiều (江山多嬌) - 1962 ：Bích hải đan tâm (碧海丹心) | - 1963 ：Đoạt ấn (奪印) - 1964 ：Bạch Cầu Ân đại phu (白求恩大夫) - 1965 ：Bí mật đồ chỉ (秘密圖紙) - 1978 ：Tranh vanh tuế nguyệt (崢嶸歲月) - 1978 ：Lạp tự 99 hiệu (獵字99號) | - 1978 ：Nô lệ đích nữ nhi (奴隸的女兒) - 1980 ：Pháp đình nội ngoại (法庭內外) - 1981 ：Hứa Mậu Hòa tha đích nữ nhi môn (許茂和他的女兒們) - 1985 ：Thông Thiên tháp (通天塔) - 2012 ：Phi việt lão nhân viện (飛越老人院) |

## Vinh danh
- 1981年，中華人民共和國二十二大電影明星
- 1981年，獲提名第一屆中國電影金雞獎：最佳女主角（《法庭內外》）
- 1993年，中國電影金鳳凰獎：榮譽獎
- 2009年，中國電影金鳳凰獎：終身成就獎
- 2010年，第19屆金雞百花電影節：金雞獎終身成就獎